# Centrolene lynchi
Espèce
Synonymes
- Centrolenella lynchi Duellman, 1980

Statut de conservation UICN

 EN B2ab(iii,iv,v) : En danger
Centrolene lynchi est une espèce d'amphibiens de la famille des Centrolenidae.

## Répartition
Cette espèce se rencontre de 1 100 à 1 800 m d'altitude :
- en Équateur dans les provinces de Cotopaxi et de Pichincha sur le versant pacifique de la cordillère Occidentale ;
- en Colombie dans le département de Risaralda sur le versant pacifique de la cordillère Occidentale.

## Étymologie
Cette espèce est nommée en l'honneur de John Douglas Lynch.

## Publication originale
- Duellman, 1980 : The identity of Centrolenella grandisonae Cochran and Goin (Anura: Centrolenidae). Transactions of the Kansas Academy of Science, vol. 83, no 1, p. 26-32.